# Franco Ambrosetti
Pour les articles homonymes, voir Ambrosetti.
Franco Ambrosetti est un trompettiste de jazz suisse né à Lugano le 10 décembre 1941.
Il est le fils du saxophoniste Flavio Ambrosetti.

## Biographie
Franco Ambrosetti étudie le piano de 1952 à 1959, avant de se tourner vers la trompette.
En 1960, il fait ses débuts professionnels à Zurich dans des groupes locaux, dans l'orchestre de son père Flavio et, ponctuellement, avec Romano Mussolini. À la même époque il poursuit des études universitaires en économie à l'Université de Bâle. En 1966, il est lauréat comme trompettiste lors de la « Vienna International Jazz Competition » et se produit à cette occasion avec le pianiste Friedrich Gulda.
Il devient chef d'entreprise. Ceci ne l'empêche pas de poursuivre parallèlement une carrière de musicien de jazz.
De 1963 à 1970, il se produit avec le quintet de son père. Ensemble, ils font d'ailleurs une tournée américaine en 1967.
En 1964, il se produit avec Gato Barbieri dans le combo du contrebassiste Giorgio Azzolini. À la même époque, il forme son propre groupe où l'on trouve des musiciens comme Daniel Humair ou George Gruntz.
À partir des années 1970, il est un musicien « free lance » très demandé. Il se produit en clubs ou lors de festivals sous la direction de jazzmen comme Phil Woods, Dexter Gordon, Cannonball Adderley, Joe Henderson, Michael Brecker, Mike Stern, Hal Galper, Kenny Clarke, .. Il enregistre comme leader, essentiellement pour le label « Enja », avec comme « solistes invités » des musiciens comme Michael Brecker, Kenny Kirkland, John Scofield, Ron Carter, Bennie Wallace, Dave Holland, Kenny Barron, Victor Lewis, Don Sebesky, Eddie Daniels, etc.
Ambrosetti participe à partir de 1972 à l'aventure du « George Gruntz Concert Jazz Band », un big band non régulier réunissant musiciens européens et américains et jouant des partitions assez ambitieuses. Il dirige ses propres formations dont un quartet composé de musiciens italiens qui est toujours actif.
Par ailleurs, Franco Ambrosetti compose pour la télévision et le cinéma.
Le 10 août 1974 naît son fils unique Gianluca Ambrosetti. Il est à la fois musicien et physicien.

## Style
Franco Ambrosetti est un des trompettistes majeurs de la scène européenne aussi à l'aise dans des contextes bebop, hard bop, jazz fusion ou « nouvelle musique improvisée ». Il  utilise souvent le bugle dont il utilise avec subtilité la couleur sonore feutrée. Stylistiquement, il cite comme ses principales sources d'inspiration Clifford Brown, Miles Davis, Freddie Hubbard et Kenny Dorham.

## Repères discographiques
Comme leader ou co-leader : 
- Swiss All Stars (1964)
- A Jazz portrait of Franco Ambrosetti (1965)
- The Jazz Live situation (1972)
- Steppenwolf (1975)
- Franco Ambrosetti quartet (1976)
- Sleeping gypsy - alias Franco Ambrosetti & Don Sebesky - (1979)
- Close encounter (1980)
- Heartbop (1981)
- Wings (1983)
- Tentets (1985)
- Movies (1986)
- Movies too (1987)
- Flavio e Franco Ambrosetti (1988)
- Music for Symphony and Jazz Band (1990)
- Gin and Pentatonic (1992)
- Live at the Blue Note (1992)
- Switzerjazz
- Light breeze (1997)
- Iseo Jazz 98 : La via di Armstrong (1998)
- Grazie Italia (2000)
- European legacy (2003)
- Liquid gardens (2006)

Comme sideman :
- Night in Fonorama (Franco Tonani, 1964)
- Flavio Ambrosetti quintet (Flavio Ambrosetti, 1967)
- The band (George Gruntz, 1977)
- The George Gruntz Concert Jazz Band (George Gruntz, 1977)
- First prize (George Gruntz, 1989)
- China (Alfredo Golino, 1989)
- There's no way out (Mark Hauser, 1994)
- Mock-lo-motion (George Gruntz, 1995)
- Kaleidoscope (Paul Heller, 1996)
- Antonio Farao Quartet featuring Franco Ambrosetti (Antonio Faraò, 1996)
- Undiscovered hit (« Jazz Fantasy », 1998)
- Tribute to someone (Giorgio Azzolini, 1998)
- The Horizon (Philip Stökli, 1998)
- Serious fun (George Gruntz, 1999)
- Face to face (Chico Freeman, 1999)
- Live at the Dolder Grand Hôtel Zurich (« The Winners », 2000)
- Italian Trumpet summit (jam session de trompettistes, 2001)
- The music of Sting (« Jazz Fantasy », 2004)